# Saida Khassenova
Saida Khassenova est une boxeuse kazakhe née le 19 août 1988 à Karaganda.

## Carrière
Sa carrière amateur est principalement marquée par une médaille de bronze remportée aux Jeux asiatiques de Canton en 2010 dans la catégorie des poids légers.

## Palmarès

### Jeux asiatiques
- Médaille de bronze en -60 kg, en 2010, à Canton, en Chine